# Karl Völcker
Karl Völcker, ab 1910 Ritter von Völcker (* 14. Juni 1864 in Frankenthal (Pfalz); † 18. Dezember 1928 in München) war ein Jurist bei der bayerischen Eisenbahnverwaltung und zuletzt Präsident der Reichsbahndirektion München.

## Leben

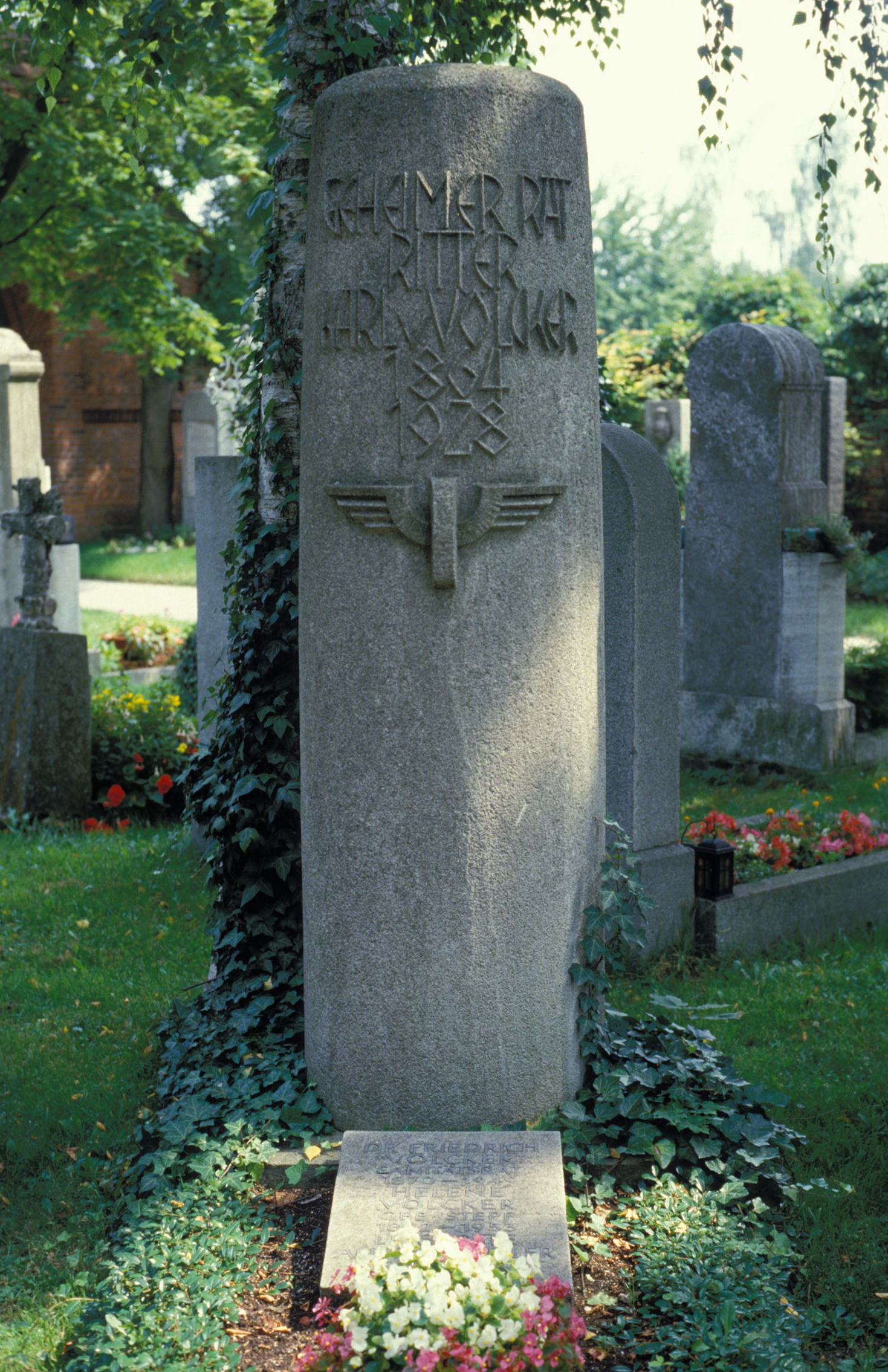

Völcker wurde als Sohn des Studiendirektors Valentin Jakob Völcker und seiner Frau Elise Karoline, geb. Perron, in Frankenthal (Pfalz) geboren. Nach dem Abitur (1882) studierte er Rechtswissenschaften und bestand 1889 den Staatskonkurs. Seit dem Wintersemester 1883/84 war er Mitglied der Studentenverbindung Akademischer Gesangverein München im SV. Seit 1890 war er bei der bayerischen Eisenbahnverwaltung beschäftigt. Er wurde 1892 Offizial beim Oberbahnamt Bamberg, 1893 bei der Generaldirektion der Staatseisenbahnen und dort 1896 zum Sekretär ernannt. 1899 wechselte er in die Verkehrsabteilung des Außenministeriums und wurde 1900 zum Assessor ernannt. 1901 kehrte er zur Generaldirektion der Staatseisenbahnen zurück. 1903 wurde er Direktionsrat in der Verkehrsabteilung des Außenministeriums, im November 1903 Regierungsrat bei der Generaldirektion der Staatseisenbahnen, 1904 im neu errichteten Verkehrsministerium, 1905 Oberregierungsrat bei der Generaldirektion der Staatseisenbahnen, 1907 Regierungsdirektor, am 1. Oktober 1911 zugleich Generalsekretär. 1916 erhielt er Titel und Rang eines Geheimen Rats. Vom Oktober 1921 bis zu seinem Tod war er Präsident der Eisenbahndirektion bzw. Reichsbahndirektion in München.

## Ehrungen
In München wurde die Völckerstraße nach ihm benannt.